# Badri Patarkatsishvili
Badri Patarkatsishvili (in georgiano ბადრი პატარკაციშვილი?; Tbilisi, 31 ottobre 1955 – Leatherhead, 12 febbraio 2008) è stato un imprenditore e politico georgiano, proprietario e CEO di Imedi. Di origini umili, candidato alle presidenziali georgiane del 2008 arrivando terzo con il 7,1% dei voti, diventò il più ricco cittadino della Georgia con un patrimonio valutato 12 miliardi di dollari prima della morte.  
Patarkatsishvili è morto improvvisamente nel febbraio 2008, dando vita a una delle più grandi battaglie immobiliari della storia legale con i beni sequestrati dal governo georgiano. Nell'ottobre 2018, il governo della Georgia ha ufficialmente accusato l'ex presidente della Georgia Mikheil Saakashvili di aver ordinato l'assassinio di Patarkatsishvili.

## Biografia
Nato a Tbilisi da una famiglia ebrea, Patarkatsishvili divenne un membro attivo del Komsomol, l'ala giovanile del Partito Comunista Sovietico durante gli anni 1980. Alla fine divenne leader del Komsomol a Maudi, una grande azienda tessile.
Nel 1984 Patarkatsishvili divenne vicedirettore generale di Gruzavtovazprom, una società che acquistava e consegnava auto e pezzi di ricambio da AvtoVAZ, che all'epoca era la più grande casa automobilistica dell'Unione Sovietica. Fu durante i viaggi effettuati nello stabilimento AvtoVAZ che incontrò per la prima volta Boris Berezovskij che sarebbe diventato un caro amico e socio in affari. Nel 1989 Patarkatsishvili e Berezovskij fondarono LogoVaz con alcuni dei dirigenti senior di AvtoVAZ. LogoVaz ha sviluppato software per AvtoVAZ, venduto auto di fabbricazione sovietica e auto straniere servite. Nasce come joint venture con Logo Systems, società italiana, che all'epoca era considerata pioniera nei rapporti commerciali tra Oriente e Occidente. LogoVaz ha aperto un ufficio in Georgia e Patarkatsishvili è diventato vicedirettore generale della società.
Nel 1992 con il sostegno del suo amico Otari Kvantriashvili, Patarkatsishvili e la sua famiglia si trasferirono nella regione di Mosca, prima a Ljubercy nel 1993 e poi nel 1994 a Mosca, dove divenne rapidamente parte della cerchia politica sempre più influente di Berezovskij. LogoVaz era ormai diventata un'azienda di grande successo e aveva reso Patarkatsishvili un uomo ricco. A quel tempo, l'Unione Sovietica stava crollando e c'era una grande incertezza politica nella regione. Patarkatsishvili, insieme a Berezovskij e ad altri uomini d'affari di successo, sosteneva Boris El'cin poiché aveva liberalizzato il commercio con i paesi stranieri, consentendo alle loro imprese di crescere, tuttavia l'economia in generale stava andando male e c'era un crescente sostegno per il partito comunista riformato di Nikolaj Ryžkov.

### Coinvolgimento nella ORT
Nel 1994 Berezovskij si era assicurato il controllo dell'ORT, la più grande stazione televisiva in Russia all'epoca, e installò Patarkatsishvili come primo vice direttore generale. Patarkatsishvili e Berezovskij con il sostegno di Mikhail Lesin usarono poi l'influenza della stazione per aiutare Boris El'cin alla vittoria nelle elezioni presidenziali del 1996. Dal 1994 fino alla metà del 2000, Patarkatsishvili è stato una figura chiave all'ORT.

### Privatizzazione di Sibneft
Nel 1997 è stato selezionato per supervisionare la privatizzazione della compagnia petrolifera Sibneft, la più giovane holding petrolifera in Russia all'epoca essendo stata creata frettolosamente all'inizio del 1995 da Rosneft. Un'entità sconosciuta, la Oil Finance Corporation (NFK), che era stata creata da Menatep, una holding fondata da Michail Chodorkovskij, vinse l'asta. Berezovskij aveva un interesse nel Gruppo Menatep e per questo motivo, c'erano alcune speculazioni sul fatto che l'asta fosse stata fissata. In seguito è emerso che la società era stata venduta per una frazione del valore di mercato. 
Dopo la morte di Patarkatsishvili nel 2012, la privatizzazione di Sibneft sarebbe diventata oggetto di una battaglia legale tra il proprietario della squadra di calcio del Chelsea, Roman Abramovič e Berezovskij. Secondo il Times, Abramovič ha presentato una difesa di 53 pagine che ha accusato Berezovskij e Patarkatsishvili di chiedere ingenti somme per averlo aiutato a risorgere dall'oscurità. Patarkatsishvili emerse come intermediario chiave, passando messaggi tra Abramovič e Berezovskij. A Patarkatsishvili sono stati offerti 500 milioni di dollari da Roman Abramovič, i documenti della difesa che sono stati presentati ammettono, per proteggere Abramovič nelle guerre dell'alluminio della Russia.

### TV6 e Kommersant
Dopo il suo successo all'ORT, nell'aprile 2001, Patarkatsishvili è stato nominato direttore generale del canale russo TV6, che, come ORT, era in parte di proprietà di Berezovskij. Sotto il suo controllo, TV6 divenne famosa per la sua linea anti-Cremlino. 
Alla fine degli anni 1990, Berezovskij e Patarkatsishvili acquistarono anche Kommersant, uno dei giornali politici più influenti della Russia. Nel 2006 Berezovskij ha venduto la sua quota di controllo a Patarkatsishvili, aumentando la partecipazione di Patarkatsishvili al 100%. Patarkatsishvili ha poi organizzato la vendita di Kommersant nell'agosto 2006 al dirigente senior di Gazprom Ališer Usmanov.

## Vita privata
Sua moglie era Inna Vasil'evna Gudavadze (in russo: Инна Васильевна Гудавадзе; nata nel 1955, Tbilisi) ed ebbero due figlie, Liana (in russo: Лиана; nata nel 1980) e Inna (in russo: Инна; nata nel 1983).